# Байконур (кинотеатр, Алма-Ата)
Кинотеатр «Байконур» — бывший широкоэкранный кинотеатр, функционирующий с 1980 по 2009 годы. Располагался в микрорайоне «Орбита»-3 в Алма-Ате.

## История
Кинотеатр был построен в 1980 году и располагал зрительным залом на 560 мест. В районе кинотеатра находятся четыре школы, что определило основное направление — работа с юным зрителем. В 1981 году кинотеатр «Байконур» посетило свыше 700 тыс. зрителей. Он стал последним крупным кинотеатром, построенным в советское время. «Байконур» был кинотеатром третьего показа, то есть новые фильмы поступали в него значительно позже, а плёнка была в не самом хорошем состоянии — со склейками и порезами.
Кинотеатр «Байконур» обладал интересной архитектурой — арочными проёмами, мозаичными вставками, рельефом и пластикой фасада.
26 января 2001 года кинотеатр открылся после годичной реконструкции. Во время реконструкции кинозал оснастили новым звуковым оборудованием Mono/Dolby-A/Dolby-SR/Dolby Digital. Количество посадочных мест стало составлять 464 единиц.
С 2009 года кинотеатр не работает. Владельцами здание кинотеатра было заложено под залог, в результате они не вернули заём, и залогодатель выставил его на продажу. Стоимость продажи кинотеатра равна 3 200 000 долларов.
В 2016 году кинотеатр был снесён. В администрации города было дано пояснение, что здание принадлежит частному лицу и не является памятником архитектуры, поэтому вопрос о сносе здания находится в его компетенции. На его месте функционировал ресторан McDonald's.